# Daniil Doebov

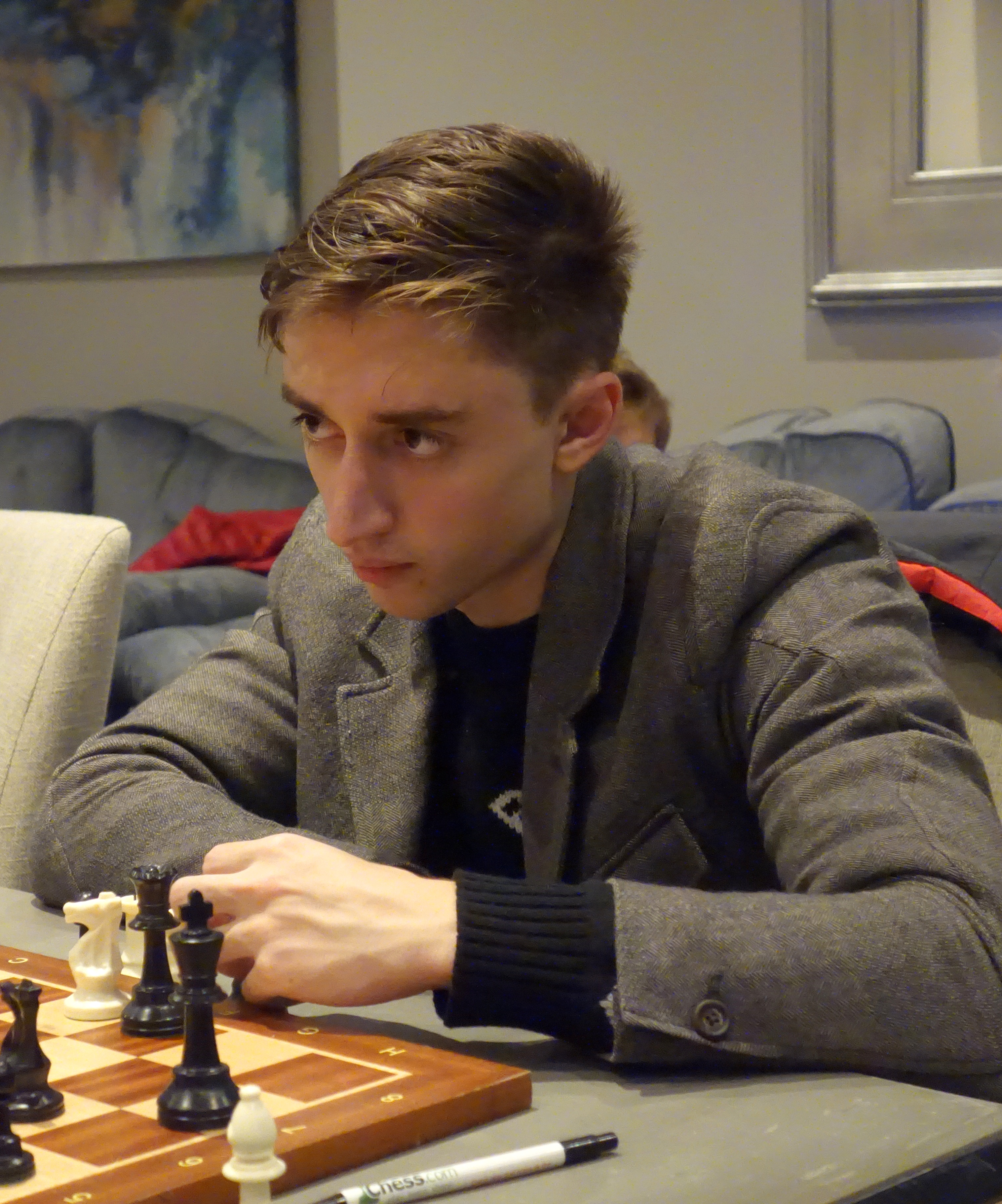
Doebov in 2019

Daniil Dmitrijevitsj Doebov (Moskou, 18 april 1996) is een Russische schaker. Sinds 2011 is hij een grootmeester (GM). Zijn laatste norm voor de grootmeester-titel had hij behaald toen hij 14 jaar, 11 maanden, 14 dagen oud was. Doebov won in 2018 het Wereldkampioenschap rapidschaak, dat werd gehouden in Sint-Petersburg. Doebov was in 2022 nummer 31 op de wereldranglijst.

## Schaakcarrière

### 2006 - 2009
Doebov won twee  medailles op het Europees schaakkampioenschap voor jeugd: een bronzen in 2006, in de categorie tot 10 jaar, en een zilveren in 2008, in de categorie tot 12 jaar.
In 2009 won hij het toernooi "Young Stars of the World" - Vanja Somov-memoriaal in Kirisji. In 2009 was hij ook lid van het Russische team dat de Schaakolympiade voor jeugd tot 16 jaar won, waarbij Doebov met zijn individuele prestatie aan het tweede bord een bronzen medaille won.
Hij won in 2009 het Russische kampioenschap rapidschaak en blitzschaak voor spelers tot 16 jaar.

### 2011 - 2015
Doebov nam opnieuw deel aan de Schaakolympiade voor jeugd tot 16 jaar en won met het team de gouden medaille en individueel een bronzen voor zijn resultaat aan het eerste bord. Doebov won in 2011 het kampioenschap rapidschaak van Moskou.
Doebov werd in 2012 gedeeld eerste met Dmitri Andrejkin en Nikita Vitjoegov bij het Russische kampioenschap "Higher League",  waarmee hij zich kwalificeerde voor de "Superfinale". Daar behaalde hij 4 pt. uit 9.
In januari 2013 nam Doebov deel in de B-groep van het Tata Steel toernooi in Wijk aan Zee, waar hij 7½ pt. uit 13 behaalde (+4 =7 –2) en vijfde werd van de 14 deelnemers.
 
Op de Wereldbeker schaken 2013 bereikte hij door overwinningen op Sergej Fedortsjoek en voormalig wereldkampioen Roeslan Ponomarjov de derde ronde, waarin hij werd uitgeschakeld door Anton Korobov. 
In december 2013 speelde hij een vriendschappelijke match over zes partijen tegen Aleksej Sjirov, de "Battle of Generations", die werd gewonnen door Sjirov.
In april 2015 werd hij op het Aeroflot Open gedeeld eerste met Jan Nepomnjasjtsjii, via de tiebreak werd hij tweede.

### 2016 - 2020
Doebov werd in 2016 derde op het wereldkampioenschap blitzschaak, in Doha.
In juli 2017 won hij de Russische "Higher League" in Sotsji, door via tiebreak boven Sanan Sjoegirov te eindigen.
In de Superfinale van het schaakkampioenschap van Rusland, gehouden in Sint-Petersburg in december 2017, werd Doebov gedeeld 3e-4e met Vladimir Fedosejev, via de tiebreak werd hij derde.
Doebov was bij het Wereldkampioenschap schaken 2018 een van de secondanten van Magnus Carlsen.
In december 2018 won Doebov het Wereldkampioenschap rapidschaak boven Carlsen, Shakhriyar Mamedyarov en Hikaru Nakamura. 
Doebov was door de organisatie van de FIDE Grand Prix 2019 genomineerd om deel te nemen. De Grand Prix gaf de mogelijkheid tot kwalificatie voor het Wereldkampioenschap schaken 2020. Doebov nam deel aan het Moskouse toernooi, het eerste van vier toernooien in het kader van de Grand Prix cyclus 2019. Het Moskouse toernooi telde 16 deelnemers. Na een overwinning op de hoogst geplaatste speler, Anish Giri, werd Doebov in de kwartfinale uitgeschakeld door de Amerikaanse GM Hikaru Nakamura.
In november 2019 nam Doebov deel aan het FIDE Grand Prix toernooi in Hamburg. Na te hebben gewonnen van Teimour Radjabov en Peter Svidler, speelde hij in de halve finale tegen Jan-Krzysztof Duda. De twee partijen met 'klassieke' speeltijd werden remise. Voor de tiebreak werden overgegaan op rapidpartijen (25+10). Doebov won de eerste maar verloor de tweede partij. Er volgende een nieuwe sessie tiebreakers (10+10). De eerste partij werd remise, de tweede werd gewonnen door Duda.
Doebov won op 3 juni 2020 de Lindores Abbey Rapid Challenge. Hierbij won hij in de halve finale van Ding Liren en in de finale van Hikaru Nakamura.
Op 30 december 2020 versloeg Daniil Doebov Magnus Carlsen in de kwartfinale van de Airthings Masters, met 2½ - ½.
Doebov nam deel aan het schaakkampioenschap van Rusland 2020, waar hij met 6.5 pt. uit 11 eindigde als vierde.

### 2021 - heden
Op 21 februari 2021 gaf Daniil Doebov een schaaksimultaan in het Lighthouse kinderhospice.
Bij het WK schaken 2021 was hij opnieuw secondant van Magnus Carlsen, bij diens match tegen Ian Nepomniachtchi. Hierop kwam kritiek van Sergej Karjakin en Sergej Sjipov, vanwege het helpen van een niet-Rus in een match tegen een Rus, waarbij Sjipov vond dat Doebov in de toekomst niet meer voor Rusland zou moeten spelen. Doebov antwoordde dat hij het beschouwde als een match tussen twee individuen, en merkte daarnaast op dat het werken met Carlsen zijn eigen niveau zou verhogen en dus gunstig zou zijn voor het Russische team.
In december 2021 was zijn Elo-rating 2720 en was hij op de wereldranglijst nummer 24. 
In december 2021 kreeg hij een wildcard voor de FIDE Grand Prix 2022.
In december 2021 werd Doebov 4e op het Wereldkampioenschap blitzschaak. Hij behaalde 14.5 pt. uit 21 partijen. 
Doebov speelde in 2022 in het Tata Steel toernooi; maar de laatste drie partijen kon hij niet spelen omdat hij positief getest was op COVID-19. 
In februari en maart 2022 speelde Doebov in de FIDE Grand Prix. In de eerste ronde werd hij gedeeld tweede met Vidit Gujrathi in Pool C, met 3 punten uit 6 partijen. In de derde ronde eindigde hij als laatste in Pool B, met 2 pt. uit 6, en hij werd 21e in de einduitslag. 
Samen met 43 andere Russische topschakers ondertekende Doebov een open brief aan de Russische president Vladimir Poetin, waarin werd geprotesteerd tegen de in 2022 gepleegde Russische invasie van Oekraïne en waarin solidariteit werd uitgesproken met de Oekraïense bevolking.
In september 2022 won Doebov het 75e Russische schaakkampioenschap na het winnen van de armageddon playoff tegen Sanan Sjoegirov.

## Schaakverenigingen
In de Duitse bondscompetitie speelt Doebov sinds 2017 voor SV Werder Bremen; van 2012 tot 2016 speelde hij voor SK Turm Emsdetten. 

In de Chinese competitie voor verenigingen speelde Doebov in 2019 voor de Chengdu Beilei Youth Chess Club.

## Persoonlijk leven
Doebov leerde op zesjarige leeftijd schaken. Zijn grootvader Edoeard Doebov (1938–2018), was een internationaal schaakarbiter en een wiskundige.

## Externe koppelingen
- (en)   Informatie over schaakpartijen van Daniil Doebov op ChessGames.com
- (en)   Informatie over schaakpartijen van Daniil Doebov op 365chess.com
- (en)  FIDE-ratinggegevens voor Daniil Doebov